# Physalaemus ephippifer
Physalaemus ephippifer es una especie de ránidos de la familia Leptodactylidae.

## Distribución geográfica
Se encuentra en Brasil, Guayana Francesa, Guyana, Surinam y Venezuela. 